# Episparis sejunctalis
Episparis sejunctalis är en fjärilsart som beskrevs av Moore 1867. Episparis sejunctalis ingår i släktet Episparis och familjen nattflyn. Inga underarter finns listade i Catalogue of Life.